# شریپاو (دنغره)
شریپاو جماعت و شهرکی در جنوب غربی کشور تاجیکستان است که در ناحیهٔ دنغره ولایت ختلان قرار دارد. جمعیت این جماعت ۱۱۲۴۵ است.